# John Boles
John Love Boles (28 de octubre de 1895 – 27 de febrero de 1969) fue un actor estadounidense.

## Primeros años
Nacido en Greenville (Texas), en el seno de una familia de clase media, se graduó en la Universidad de Texas en Austin en 1917, año en el que se casó con Marielite Dobbs. Sus padres querían que fuera médico, motivo por el cual consiguió el Bachelor of Arts, pero prevaleció su vocación teatral. Antes de ser actor, durante la Primera Guerra Mundial, espió para los Estados Unidos en Alemania, Bulgaria y Turquía.

## Carrera
Tras la guerra, Boles se trasladó a Nueva York, donde estudió música. Rápidamente se dio a conocer gracias a su talento, siendo seleccionado para reemplazar al primer actor en el musical de 1923 representado en el circuito de Broadway Little Jesse James. Finalmente se confirmó como una estrella de Broadway, atrayendo la atención de los productores y actores de Hollywood. 
Fue contratado por MGM para actuar en un film mudo en 1924, protagonizando dos títulos más para ese estudio antes de volver a Nueva York y al teatro. En 1927 fue de nuevo a Hollywood para trabajar en The Love of Sunya (1927) con Gloria Swanson, cinta que supuso para él un gran éxito. Desafortunadamente, dado que las películas eran todavía mudas, fue incapaz de mostrar su habilidad para el canto hasta finales de la década. En 1929, Warner Brothers le contrató para actuar en su musical The Desert Song (1929), film con secuencias en Technicolor y que fue un éxito de taquilla. Poco después, Radio Pictures (posteriormente conocida como RKO Pictures) le seleccionó para hacer el primer papel masculino en una extravagante producción (la última parte del film se rodó en Technicolor) titulada Rio Rita, en la que actuó junto a Bebe Daniels. El público quedó cautivado por su hermosa voz, y a John Boles le llegó de manera súbita la fama. RCA Records incluso le contrató para grabar canciones interpretadas por él en el cine.
Una vez completada Rio Rita, Boles volvió a Warner Brothers para actuar como primer actor en un musical aún más extravagante, Song of the West (1930), rodado íntegramente en Technicolor. Poco después, Universal Pictures le ofreció un contrato, que Boles aceptó. Así, rodó varias películas para ellos, destacando el musical en Technicolor titulado The King of Jazz (1930) y la opereta histórica Captain of the Guard (1930). En 1931 actuó en One Heavenly Night (1931), que sería su último gran musical.  
En la actualidad su papel más conocido es el de Victor Moritz en la versión de Universal de Frankestein (1931). Además, trabajó junto a Irene Dunne en una adaptación de la 1934 film novela de Edith Wharton rodada en 1934 The Age of Innocence, dirigida para RKO Radio Pictures por Philip Moeller. Boles también interpretó a Edward Morgan en el film de Fox Curly Top (1935), con Shirley Temple, y en 1937 trabajó con Barbara Stanwyck en el exitoso clásico de King Vidor Stella Dallas. 
Como actor teatral, en 1943 Boles hizo su papel más importante en Broadway, trabajando en compañía de Mary Martin y Kenny Baker en One Touch of Venus. 
Boles se retiró definitivamente en 1952.

## Fallecimiento
John Boles falleció a causa de un ictus el 27 de febrero de 1969 en San Angelo, Texas. Le sobrevivieron su esposa y dos hijas. Fue enterrado en el Cementerio Westwood Village Memorial Park de Los Ángeles, California.

## Filmografía
Largometrajes:
- The Sixth Commandment (1924)
- So This Is Marriage? (1924)
- Excuse Me (Dispense usted) (1925)
- The Love of Sunya (El amor de Sonia) (1927)
- The Shepherd of the Hills (1928)
- The Bride of the Colorado (1928)
- We Americans (1928)
- Fazil (El príncipe Fazil) (1928)
- Virgin Lips (1928)
- The Water Hole (1928)
- Man-Made Women (1928)
- Romance of the Underworld (1928)
- The Last Warning (1929)
- The Desert Song (El canto del desierto) (1929)
- Scandal (1929)
- Rio Rita (1929)
- Song of the West (1930)
- Captain of the Guard (1930)
- King of Jazz (El rey de jazz) (1930)
- One Heavenly Night (1931)
- Resurrection (1931)
- Semilla (1931)
- Frankestein (1931)
- Good Sport (1931)
- Careless Lady (1932)
- Back Street (La usurpadora) (1932)
- 6 Hours to Live (Seis horas de vida) (1932)
- Child of Manhattan (¡Porqué te quiero!) (1933)
- My Lips Betray (1933)
- Only Yesterday (Parece que fue ayer) (1933)
- Beloved (1934)
- I Believed in You (1934)
- Bottoms Up (Hollywood conquistado) (1934)
- Stand Up and Cheer! (1934)
- Wild Gold (Oro virgen) (1934)
- The Life of Vergie Winters (La pasión de Vergie Winters) (1934)
- The Age of Innocence (1934)
- The White Parade (La legión blanca) (1934)
- Music in the Air (Música en el aire) (1934)
- Curly Top (1935)
- Orchids to You (1935)
- Redheads on Parade (1935)
- The Littlest Rebel (1935)
- Rose of the Rancho (1936)
- A Message to Garcia (1936)
- Craig's Wife (La mujer sin alma) (1936)
- As Good as Married (1937)
- Stella Dallas (1937)
- Fight for Your Lady (1937)
- She Married an Artist (1937)
- Romance in the Dark (1938)
- Sinners in Paradise (1938)
- Road to Happiness (1942)
- Between Us Girls (1942)
- Thousands Cheer (1943)
- Babes in Bagdad (Muchachas de Bagdad) (1952)

Cortos:
- Screen Snapshots Series 9, No. 12 (1930)
- Voice of Hollywood (1931)
- Screen Snapshots Series 10, No. 6 (1931)
- Hollywood on Parade No. A-9 (1933)
- Hollywood on Parade No. B-9 (1934)
- Screen Snapshots Series 14, No. 8 (1935)
- Starlit Days at the Lido (1935)
- Screen Snapshots Series 18, No. 1 (1938)
- Hollywood Hobbies (1939)